# Национален отбор по футбол на Коста Рика
Националният отбор по футбол на Коста Рика представя страната на международни футболни срещи. Контролира се от Костариканската футболна асоциация. Отборът е три пъти шампион на първенството на КОНКАКАФ (сега „Gold Cup“ – „Златната купа“), веднъж завършва втори и е осемкратен първенец в първенството на отборите от Централна Америка – Копа Центроамерикана. Участва и четири пъти на турнира Копа Америка, където два пъти достига до четвъртфиналите – през 2001 г. и 2004 г. Коста Рика е първият отбор, побеждавал Мексико на техния стадион „Ацтека“ в официален мач – с 2-1 на 16 юни 2001 г. по време на квалификациите за Световното първенство в Южна Корея и Япония. През лятото на 2014 г. Коста Рика постига най-доброто си класиране на световно първенство по време на шампионата в Бразилия, под ръководството на колумбиеца Хорхе Луис Пинто. В груповата фаза костариканците побеждават Уругвай с 3-1, Италия с 1-0 и след нулево равенство с Англия, печелят своята група D. На осминафинал след 1-1 след продължения и 5-3 при дузпите е отстранен отборът на Гърция. С достигането до четвъртфинала, отборът на Коста Рика подобрява постижението си от световното първенство в Италия през 1990 г. На четвъртфиналите, отборът среща състава на Холандия и отпада след 0-0 след продължения и 4-3 при дузпите. През септември същата година, под ръководството на легендарния нападател Пауло Уанчоп Коста Рика печели за осми път турнира Копа Центроамерикана и се изкачва до най-високата си позиция в ранглистата на ФИФА – 15.